# Ulrik Celsing
Ulrik Celsing (ur. 7 grudnia 1731, zm. 25 listopada 1805) – szwedzki dyplomata, orientalista i poseł w Konstantynopolu.
Jego ojcem był urzędnik i dyplomata szwedzki Gustaf Celsing (1679-1743). Wraz z bratem wstąpił do służb dyplomatycznych w 1750. W 1756 został sekretarzem ambasady w Turcji. W latach 1772-1779 poseł Szwecji w stolicy Turcji. Stał się tam znawcą literatury orientalnej – perskiej, tureckiej, arabskiej. Do Szwecji powrócił w 1779. Od 1779 do 1782 poseł na dwór saski (w Dreźnie). W latach 1786-1789 poseł szwedzki przy wiedeńskim dworze.